# Helene Stanton
Helene Stanton (născută Eleanor Mae Stansbury; n. 4 noiembrie 1925, Pennsylvania, SUA – d. 7 iunie 2017) a fost o actriță americană de film.

## Filmografie

### Filme de cinema
- One Girl's Confession (1953)
- The Big Combo (1955) – Rita
- New Orleans Uncensored (1955) – Alma Mae
- Jungle Moon Men (1955) – Oma
- Sudden Danger (1955) – Vera
- The Phantom from 10,000 Leagues (1955) – Wanda
- Four Girls in Town (1957) – Rita Holloway

### Filme de televiziune
- The Red Skelton Show
- Four Star Playhouse
- Highway Patrol